# Championnats de France de patinage artistique 2002
Navigation
Championnats de France 2001 Championnats de France 2003
Les championnats de France de patinage artistique 2002 ont eu lieu du 7 au 9 décembre 2001 à la patinoire Pôle Sud de Grenoble, juste après son inauguration en octobre 2001. 
Les championnats accueillent 4 épreuves: simple messieurs, simple dames, couple et danse sur glace.

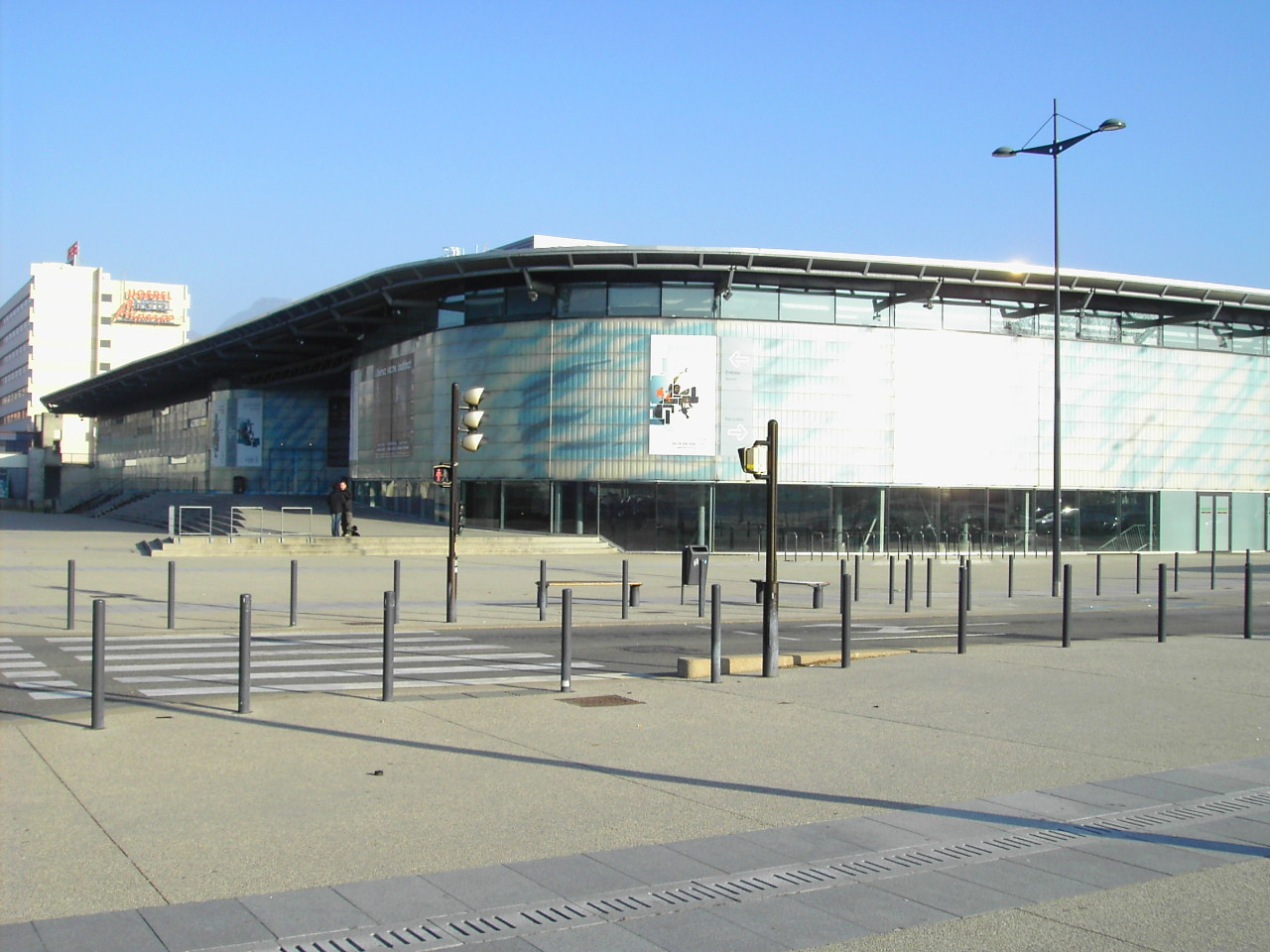
Patinoire pôle sud à Grenoble

## Faits marquants
- Le couple artistique Sabrina Lefrançois & Jérôme Blanchard est forfait pour toute la saison 2001/2002. En effet, Sabrina Lefrançois souffre depuis l'été 2001 d'une sciatique qui la handicape au niveau de sa jambe droite.

- Les danseurs sur glace Marina Anissina & Gwendal Peizerat, en pleine préparation olympique, sont absents de ces championnats. À la demande de la fédération, ils sont néanmoins présents lors du traditionnel gala de clôture. Leur non-participation a créé une petite polémique au sein du microcosme la danse sur glace française!

- Les danseurs sur glace Isabelle Delobel & Olivier Schoenfelder ont dû abandonner la compétition après la danse imposée alors qu'ils étaient en tête du classement, car Isabelle souffrait d'une déchirure abdominale importante.

- La patineuse suisse Martine Adank a participé à la compétition féminine, mais son classement (9e) n'est pas comptabilisé dans les résultats officiels.

- Les japonais Rie Arikawa et Kenji Miyamoto ont participé à la compétition de danse sur glace, mais leur classement (5e) n'est pas comptabilisé dans les résultats officiels.

## Podiums
| Épreuves                            | Or                                  | Argent                                | Bronze                                |
| Messieurs résultats détaillés       | Gabriel Monnier                     | Frédéric Dambier                      | Brian Joubert                         |
| Dames résultats détaillés           | Vanessa Gusmeroli                   | Laëtitia Hubert                       | Anne-Sophie Calvez                    |
| Couples résultats détaillés         | Sarah Abitbol / Stéphane Bernadis   | Marie-Pierre Leray / Nicolas Osseland | Lucie Stadelman / Yannick Bonheur     |
| Danse sur glace résultats détaillés | Alia Ouabdesselam / Benjamin Delmas | Roxane Petetin / Matthieu Jost        | Caroline Truong / Sylvain Longchambon |

## Détails des compétitions

### Messieurs
| Rang | Nom                 | Points | Prog. court | Prog. libre |
| ---- | ------------------- | ------ | ----------- | ----------- |
| 1    | Gabriel Monnier     |        | 2           |             |
| 2    | Frédéric Dambier    |        | 4           |             |
| 3    | Brian Joubert       |        | 5           |             |
| 4    | Thierry Cérez       |        | 3           |             |
| 5    | Stanick Jeannette   |        | 1           |             |
| 6    | Vincent Restencourt |        |             |             |
| 7    | Damien Djordjevic   |        | 7           |             |
| 8    | Julien Lefèvre      |        |             |             |
| 9    | Mathieu Delcambre   |        |             |             |
| 10   | Jean-Michel Debay   |        |             |             |
| 11   | Samuel Contesti     |        |             |             |
| 12   | Cyril Brun          |        |             |             |
| 13   | Alban Préaubert     |        |             |             |
| 14   | Yannick Ponsero     |        |             |             |
| 15   | Grégory Reverdiau   |        |             |             |
| 16   | Yoann Deslot        |        |             |             |
| 17   | Gilles Cabaret      |        |             |             |
| 18   | Mehdi Nafakh        |        |             |             |
| 19   | Jérémie Colot       |        |             |             |

### Dames
| Rang | Nom                | Points | Prog. court | Prog. libre |
| ---- | ------------------ | ------ | ----------- | ----------- |
| 1    | Vanessa Gusmeroli  | 2.0    | 2           | 1           |
| 2    | Laëtitia Hubert    | 2.5    | 1           | 2           |
| 3    | Anne-Sophie Calvez | 4.5    | 3           | 3           |
| 4    | Gwenaële Jullien   | 6.0    | 4           | 4           |
| 5    | Christelle Miro    | 7.5    | 5           | 5           |
| 6    | Leslie Deriviere   | 10.5   | 7           | 7           |
| 7    | Géraldine Zulini   | 11.0   | 6           | 8           |
| 8    | Marylin Pla        | 11.5   | 11          | 6           |
|      | Martine Adank      | 13.5   | 9           | 9           |
| 9    | Carole Azario      | 15.0   |             |             |
| 10   | Anne-Sophie Pichon | 16.0   |             |             |
| 11   | Perrine Ferret     | 17.0   |             |             |

### Couples
| Rang    | Nom                                   | Points | Prog. court | Prog. libre |
| ------- | ------------------------------------- | ------ | ----------- | ----------- |
| 1       | Sarah Abitbol / Stéphane Bernadis     | 1.5    | 1           | 1           |
| 2       | Marie-Pierre Leray / Nicolas Osseland | 3.0    | 2           | 2           |
| 3       | Lucie Stadelman / Yannick Bonheur     | 4.5    | 3           | 3           |
| Forfait | Sabrina Lefrançois / Jérôme Blanchard |        |             |             |

### Danse sur glace
| Rang    | Nom                                     | Points | Danses imposées | Danse originale | Danse libre |
| ------- | --------------------------------------- | ------ | --------------- | --------------- | ----------- |
| 1       | Alia Ouabdesselam / Benjamin Delmas     | 2.4    | 2               | 1               | 1           |
| 2       | Roxane Petetin / Matthieu Jost          | 4.4    | 3               | 2               | 2           |
| 3       | Caroline Truong / Sylvain Longchambon   | 7.4    | 5               | 4               | 3           |
| 4       | Véronique Delobel / Mickaël Zenzini     | 7.4    | 4               | 3               | 4           |
|         | Rie Arikawa / Kenji Miyamoto            | 10.4   | 6               | 5               | 5           |
| 5       | Eve Bentley / Cédric Pernet             | 12.4   | 7               | 6               | 6           |
| 6       | Laure Guenin / Julien Bussard           | 14.4   | 8               | 7               | 7           |
| Abandon | Isabelle Delobel / Olivier Schoenfelder |        | 1               |                 |             |
| Forfait | Marina Anissina / Gwendal Peizerat      |        |                 |                 |             |

## Sources
- Résultats des championnats de France 2002 sur le site The Figure Skating Corner.
- Résultats des championnats de France 2002 sur le site Planète Patinage.
- Patinage Magazine N°81 (Février 2002)